# روزی از زندگی یک آدم عشق پیت
روزی از زندگی یک آدم عشق پیت نمایشنامه‌ای از محمد چرمشیر است، که در سال ۱۳۷۲ نوشته شده و در سال ۱۳۸۱ توسط انتشارات صنوبر به‌چاپ رسیده است، این نمایشنامه با کارگردانی شکوفه ماسوری به‌روی صحنه رفته است. این نمایشنامه بعدتر به کارگردانی بهاره پورافشار به روی صحنه رفت.